# Chromylchloride
Chromylchloride is een toxische anorganische verbinding van chroom, met als brutoformule CrCl2O2, hoewel deze vaak als CrO2Cl2 genoteerd wordt. De stof komt voor als een donkerrode rokende vloeistof met een scherp prikkelende geur, die hevig reageert met water. Het is een sterke oxidator met een tetraëdrische structuur, die vergelijkbaar is met die van sulfurylchloride.

## Formule
De vaak gebruikte formule voor deze verbinding, CrO2Cl2, legt sterk de nadruk op het chromylgedeelte: CrO22+, waarmee de nadruk gelegd wordt op de overeenkomst met bijvoorbeeld sulfuryl- en uranylverbindingen. De regels voor het noteren van formules voor anorganische verbindingen geven echter aan dat de aan het metaal gekoppelde elementen in opklimmende volgorde van hun elektronegativiteit genoteerd moeten worden.

## Synthese
Chromylchloride wordt bereid door de reactie tussen zoutzuur en chroom(VI)oxide of door reactie van kaliumchromaat met sterk geconcentreerd zoutzuur, gevolgd door behandeling met zwavelzuur als dehydraterend reagens. Chromylchloride wordt dan zichtbaar als een onoplosbare donkerrode zware vloeistof die kan afgescheiden worden van het reactiemengsel door een eenvoudige destillatie.
Chromylchloride kan ook bereid worden middels andere chloreringsreagentia, zoals fosforpentachloride en titaniumtetrachloride, of door toevoegen van zwavelzuur aan een mengsel van natriumchloride en kaliumdichromaat, gevolgd door een destillatie:
{\displaystyle \mathrm {K_{2}CrO_{4}\ +\ 2\ NaCl\ +\ 2\ H_{2}SO_{4}} }
{\displaystyle \mathrm {\longrightarrow CrO_{2}Cl_{2}\ +\ Na_{2}SO_{4}\ +\ K_{2}SO_{4}\ +\ 2\ H_{2}O} }
Een alternatieve methode is de reactie van chroom(VI)oxide met zoutzuur:
{\displaystyle \mathrm {CrO_{3}\ +\ 2\ HCl\ \longrightarrow CrO_{2}Cl_{2}\ +\ H_{2}O} }

## Eigenschappen en toepassingen
Chromylchloride is een sterk elektrofiel en een agressieve oxidator. Zo zal het druppelen van chromylchloride op amorf zwavel leiden tot spontane ontbranding. De elektrofiliciteit kan worden aangetoond door de reactie van chromylchloride met water (hydrolyse), die sterk exotherm is:
{\displaystyle \mathrm {CrO_{2}Cl_{2}\ +\ 2\ H_{2}O\ \longrightarrow H_{2}CrO_{4}\ +\ 2\ HCl} }

### Testen op aanwezigheid van chloriden
Een oplossing kan gecontroleerd worden op aanwezigheid van (kleine concentraties) chloriden, door het te verwarmen met kaliumdichromaat en geconcentreerd zwavelzuur. Hierbij ontstaat, indien er chloriden aanwezig zijn, een rokende rode vloeistof: chromylchloride. Het voordeel bij deze test is dat het enkel voor de detectie van chloride is bedoeld: er wordt immers geen reactie waargenomen bij fluoriden, bromiden, jodiden en cyaniden.

### Oxidatie van alkenen en methylgroepen
Afhankelijk van het gebruikte oplosmiddel, oxideert chromylchloride terminale alkenen tot aldehyden. Andere typen alkenen zullen geoxideerd worden tot alfa-chloorgesubstitueerde ketonen of derivaten ervan.
Chromylchloride valt tevens aromatisch of heterocyclisch gebonden methylgroepen aan, die via een Étard-reactie reageren tot aldehyden. Daarom wordt chromylchloride ook weleens het Étard-reagens genoemd.

## Toxicologie en veiligheid
Chromylchloride ontleedt hevig bij contact met water, met vorming van giftige en corrosieve dampen, onder andere waterstofchloride, dichloor, chroom(VI)oxide en chroom(III)chloride. De stof is een sterke oxidator en reageert derhalve hevig met brandbare en reducerende stoffen. Het reageert hevig met niet-metaal-halogeniden, niet-metaal-hydriden, ammoniak en een aantal veelgebruikte oplosmiddelen zoals ethanol, di-ethylether, aceton en terpentijn. Chromylchloride tast vele metalen aan in aanwezigheid van water. Het is ook corrosief voor kunststoffen en kan in contact met brandbare stoffen brand veroorzaken.
De stof is corrosief voor de ogen, de huid en de luchtwegen en sterk irriterend voor de slijmvliezen. Inademing van de damp kan longoedeem veroorzaken. Deze stof is waarschijnlijk kankerverwekkend bij de mens.